# Índex de població
En astronomia l'índex de població (r) descriu la distribució de la brillantor dels meteors d'un mateix eixam. Els cossos que formen una pluja de meteors tenen diferents mides, com més gran sigui un meteorit, major és la brillantor que provoca quan entra a l'atmosfera de la Terra. L'índex de població quantifica aquesta relació exponencial entre el nombre de meteors i la seva lluentor. Matemàticament es representa com a

{\displaystyle Nt=\sum _{m=-3}^{m=6}n(-3)\cdot Pm\cdot r^{3+m}}

on {\displaystyle Nt} és el nombre total de meteors observats, {\displaystyle N(m)} és el nombre de meteors d'una magnitud determinada per ({\displaystyle m}), {\displaystyle P(m)} és el factor de probabilitat d'una magnitud determinada, {\displaystyle n{\text{(−3)}}} és el nombre real de meteors de magnitud -3 presents en el camp de visió i {\displaystyle r} és l'índex de població